# Erysimum maderense
Erysimum maderense là một loài thực vật có hoa trong họ Cải. Loài này được (L'Hér.) Polatschek mô tả khoa học đầu tiên năm 1976.